# Villalba de la Sierra
Villalba de la Sierra – gmina w Hiszpanii, w prowincji Cuenca, w Kastylii-La Mancha, o powierzchni 40,95 km². W 2011 roku gmina liczyła 554 mieszkańców.